# 結衣
結衣（ゆい、1974年7月11日 - ）は、日本の元AV女優・元ストリッパー。
身長:156cm。体重:48kg。スリーサイズ:B86(D-70)・W59・H87。血液型:A型。
かつて開設していた公式ホームページで、東北地方出身であることを明かしていた。

## 略歴・人物
2004年に「結衣美沙（ゆい みさ）」としてAVデビュー。熟女・人妻系のAV女優として多数の作品に出演。
清楚でインテリ風な顔立ちとは裏腹に、アナルセックス・フィストファック・SM・放尿・排便・スカトロ・野外露出・レズなどあらゆるプレイをこなした。
2005年8月にプロダクションを離れフリーとなり「結衣」に改名。また、ストリッパー（池袋ミカド劇場所属）としての活動も開始した。
2007年8月一杯でAV女優を引退し、ストリップなど他の活動も既に決まっているスケジュールを終えた時点で完全に引退することを公式ブログ（現在は閉鎖）で発表した。

## 出演作品

### アダルトビデオ（FAプロ作品を除く）
2004年
- 艶熟生出し4（7月9日、アイルビークリエイト）他出演:米田友花
- 美人教師 暴行現場19（7月20日、クリスタル映像）他出演:香坂ゆかり、高木由香、清水サラ、遠藤ふくみ、桃井澪
- あの!? 本物カリスマ塾講師 偏差痴ビンビン生レッスン（7月29日、ディープス）
- 女子校ジャック 女教師&女子校生凌辱（8月30日、ヒビノ）
- 発情トリプルま○こ2（9月2日、ドグマ）共演:佐藤里菜、宮地奈々
- マル秘女校医7 君だけに教えてあげる（9月4日、クリスタル映像）他出演:矢吹まい、桜月舞、清水サラ、美月ひなの、坂下みく
- 痴女の肛門 アナル童貞魂!!（9月10日、AVS）
- この熟女いやらしい! いつまでも女でいたいの…心も体も溶かして!（9月21日、アテナ映像）他出演:一条まりな、青木奈々
- 人妻痴悦旅行24（10月28日、WIFE CLUB）
- 尻穴貴婦人（11月15日、ナチュラルハイ）
- 顔騎痴女（12月9日、実録出版）
- 愛欲相姦絵巻4 マザコン息子の夢（12月22日、GOLDOBAN DX）共演:桜田さつき
- お好み焼き屋のまなちゃん （?、ネクストイレブン）共演:小泉まな、今野まいか、紅蘭
- 人妻陵辱輪姦 続・人妻輪姦地獄 由依さん31歳 （?、中嶋興業） ※「由依」名義
- 熟れ濡れ熟女中出し 弐 （?、ドリームステージ）他出演:梅宮さゆり、片倉由紀、倉田さき、島田ゆきえ、野村由香 ※「会田水江」名義
- 団地妻 真昼の集合住宅で悶える欲情妻たち （?、マスカット）他出演:森下さやか、坂下れい

2005年
- 隣のエプロン奥様（1月22日、エプロン）
- 変態セックスを教え込まれる美形素人たち 加奈子31歳（1月25日、エイチエス映像） ※「加奈子」名義
- おばはんマ○汁垂れてんで〜 色目つこうてヤリたいんやろ（2月13日、ジャパングランプリ）他出演:加納幸枝、井上雅
- 生ハメ待ち巨乳セレブ（2月14日、コージィ） ※「中谷梨恵子」名義
- 淫らな呪縛（2月20日、イマージュ）共演:一条なつみ、美咲あや
- 奥サマ 甘えん坊（2月20日、EXERT）他出演:麻生千尋、村上ゆま、森下こずえ
- 潮吹きがまん顔（2月25日、アロマ企画）他出演:西村美緒、森咲南
- 必ずやれる!人妻出会い系サイト2（2月25日、でんたま）他出演:MAYUKA、松雪聖名
- いくな!〜人妻熟女編（3月11日、アロマ企画）他出演:森下こずえ
- 超絶レズバトル2 団地妻対決!!（3月13日、ディープス）共演:沢口みき
- 美乳!潮吹き!OLの性体験3（3月18日、メディアアーツ）共演:星乃カンナ
- 極選マダムズ2（3月25日、ミリオン）他出演:吉野碧、日向ゆみ
- 極エロ 痴女M責め（4月1日、グリシャム）「島谷由希」名義
- 美尻巨尻三人娘（4月4日、実録出版）共演:二宮沙羅、七瀬くるみ
- 素人妻の飢えた性欲3（4月7日、KMバーズ）
- 春の痴女ドラマスペシャル'05（4月8日、INGOT）
- 裏アイドル魂 ver.1.5（4月8日、INGOT）共演:TAMIKO
- 裏アイドル魂 ver.2.5（4月8日、INGOT）共演:米倉ゆい
- 裏アイドル魂 ver.3.5（4月8日、INGOT）共演:君川恵美
- 熟G 欲情するGパンマダムたち（4月15日、アロマ企画）共演:加賀雅
- 仮面一族（4月15日、ジャパングランプリ）共演:乙女梨緒、中嶋玲子
- ママは僕のいいなり奴隷（4月24日、ワンズファクトリー）
- 痴母ノ誘惑2（4月27日、ロイヤル・アート）他出演:立花瞳、麻川梨乃
- 三十路白書 vol.5（4月28日、文殊）他出演:加賀雅、叶結香里、杉本まりえ
- 人妻恥悦旅行 調教愛奴編6（5月2日、WIFE CLUB）
- こりこり 乳首弄り 人妻乳首編（5月13日、アロマ企画）他出演:松永小百合、岡本あい
- 熟女筆おろし最高塾（5月19日、ホットエンターテイメント）他出演:黒木あげは、楠本ゆかり、藤崎まりえ
- 妻味喰い Theつまみぐい 6 他人の妻は…（5月21日、クリスタル映像）他出演:青木さおり、二ノ宮亜美、岡本文、木下まお、松嶋有紀
- プチ不倫 現役人妻の秘苑（5月22日、電撃）他出演:保坂陽子、佐原由紀
- ひとづま淫乱日記5 まさか夫が…（5月22日、ひとづま）
- 母子ぐそ 参（6月10日、アロマ企画）共演:宇佐美かおり
- 昼下がりの淫ら妻17（6月11日、クリスタル映像）他出演:遠野まどか、杉本京子、竹内なるみ、持田薫、仲西彩乃
- 女流官能小説家（6月11日、ネクストイレブン）共演:本田ナミ、松嶋やや
- 美人教師狩り3（6月17日、クリスタル映像）他出演:浅見怜、松田友美、神咲はな、本上あさみ、相沢奈菜、香坂ゆかり、栗原さつき、高木由香、水サラ、桃井澪、島村さつき
- 熟女解体新書 2（6月24日、ロイヤルアート）他出演:西条麗、麻川梨乃
- 浮気録画 公開不倫ナマ素材（7月1日、ドリームチケット）
- 院長室専属 秘書（7月17日、ネクストイレブン）共演:佐藤芹菜、Aoi.
- 三十代とこ上手（7月20日、エイチエス映像）「さおり」名義
- 人妻デリバリー3（8月15日、クリスタル映像）他出演:西条麗、一ノ瀬かずみ、青山怜加、結城椿、桜木舞
- Golden Fuck4（9月3日、たいぞうゴールド）他出演:NANA、FUJIKO
- 露出情事 第二章（9月5日、FOXY）
- エロモン（9月22日、ドリピン）
- レズラレ（9月22日、ドリピン）共演:MAHIRU
- 世話焼き団地妻 集団痴女に行く先々でおせっかいなSEX調教うけてみませんか?（9月23日、アリスJAPAN）共演:三咲まお、西条麗、真田ゆかり、藤原きりか
- 異常性欲4 三十路女は底なし（10月22日、クリスタル映像）他出演:青山怜加、岡田裕美、仲西彩乃、雪乃るい、成嶋芹香
- 艶母● 参 4時間4ストーリー（10月28日、フラット）他出演:観月ゆり、相田紀子、如月みゆき
- 中出し義母レイプ3（11月4日、TMA）他出演:柴原光、桜月舞、風間ゆみ、岡田裕美
- ふたりが痴女で団地妻で僕、酒屋。（11月9日、ビッグモーカル）共演:鈴木琳茄
- レズ・フィスト（11月11日、ワイルドサイド）共演:
- ぶっとばしマ○コ（11月15日、ドグマ）他出演:結城リナ、小峰幸
- 美人妻の性態（11月17日、DIUSTY HEAVEN）
- 肛門販売員（12月19日、CROSS）他出演:青山遥、楓、長瀬あずさ
- フィストファック（12月22日、ワンズファクトリー）
- 艶女白書 昼下がりの人妻火遊び 其ノ一 美沙31歳 （?、スターダストクルセイダーズ）

2006年
- 高貴なる肉若妻 第四巻（1月17日、ジュエル） ※「大塚美沙」名義
- 熟女の口はもっと嘘をつく。（1月20日、PLUS）
- 人妻の情事3 夫以外の男に中出しされた妻たち（1月29日、隼エージェンシー）他出演:山吹梢、五島せり、楠本ゆかり、福島洋子
- セレブ中出し（2月3日、BB）
- 新 友達の母親（2月3日、花園）
- 中出し色情妻（2月6日、グローバルメディアエンタテインメント） ※「みさ子」名義
- 名門女子校おまんこ部!（2月19日、ドグマ）共演:大空あすか、桃井りか、春うらら、上野ゆり、天海遥、椎名愛美、瞳れん
- 近親妻 私、義父に中出しされ義兄に犯されました（3月10日、人妻.COM）
- 美人妻 アナル中出し（3月10日、ピーターズ）
- 美しき痴女 あら、ガマン汁…いいのよ体中ナメてあげる（3月28日、アテナ映像）他出演:白鳥るり、望月加奈
- 近親相姦義母 陵辱された義母奴隷（4月3日、写楽）
- 愛しのフェラチーオ 3（5月12日、隼エージェンシー）他出演:さいとう真央、飯沢もも、真鍋あや、田中美久、小林かすみ、星野つぐみ、松本亜璃沙、大沢莉央、葉山くみこ、宝生瑠璃、伊沢涼子、五島セリ
- Wフィスト&レイプ（5月13日、マルクス兄弟）
- 牛乳浣腸2（5月22日、ワンズファクトリー）他出演:横山あさ美 ほか
- 熟女 天城越え（5月25日、浪漫）共演:愛川京香、南けい子
- 若妻パンスト中出し（5月27日、卑龍）
- ayumix レズと露出と潮吹き（6月1日、ワンズファクトリー）共演:長谷川あゆみ
- 潮吹き講座 米倉夏弥（6月10日、GLAY'z）共演:米倉夏弥
- 人妻争奪Wデート PART4（6月13日、LUNG）
- 人妻楽園 PLEASURE LOVE AFFAIR.02（6月21日、グラフィス）他出演:岡本あい
- ニンフォマニア 熟女未満（6月23日、ワンズファクトリー）
- 人格崩壊2 三十路妻底抜けの淫乱（6月25日、ルミナス企画）他出演:岩崎なつみ、大妻美奈代、麻生洋子、雪乃るい、結城まこと、黒木涼子、仲西彩乃、白鳥めぐ美、松雪令奈
- 猥褻牝奴隷2（7月6日、ノワール）
- 淑女・超舐め（7月14日、黒船）共演:倖田李梨
- メガネ人妻PARADISE　（7月19日、CROSS）他出演:桜田さくら、山咲ちゆり、森咲小雪、三咲まお、石田ゆりあ、浅野みみ、椎名実果、ささきふう香、Aoi.、麻生岬
- 女主人のフェティッシュな責め vol.1（7月21日、ビクセン）共演:華純、荊子
- CELEB名古屋 VOL.1（7月23日、ゲインコーポレーション）
- 近親相姦家族 カズの家  「妹の彼も僕らの仲間」 前編・後編（7月28日、U&K）共演:千尋
- SMレズビアン 洗濯バサミと巨大ディルド（7月29日、ルビー）共演:
- 美熟女が拘束され加藤鷹にイカサレまくるビデオ!（8月13日、溜池ゴロー）
- 色情 ピンサロバスの旅（8月17日、無敵の軍二）共演:望月加奈 他3名
- ぐちゅぐちゅジャバジャバ遠吠えバツイチ女（9月8日、ぴあす）他出演:岡崎えりか
- 独身30女 発散痴戯（9月8日、ぴあす）他出演:河島杏里、大和るか、観月ゆうな、青山ナオミ、磯野りりこ
- 背徳セレブ肉棒狩り 美しき女郎蜘蛛（9月25日、マドンナ）
- 三十路主婦 生姦狂い（9月28日、熟女遊禅）
- 濡れた別れと出逢いの湖（9月28日、フラット）共演：望月加奈
- 9人の奴隷妻5 昼下がりの犯され妻（10月10日、隼エージェンシー）他出演:ささきふう香、つかもと友希、酒井ちなみ、宮澤ゆうな、和希優子、愛沢美奈、須藤あゆみ
- 人妻結衣の不倫温泉旅行 伊豆湯ヶ島編（10月16日、タイガーマイスターズ）
- 快楽 居酒屋（10月20日、ホットエンターテイメント）共演:工藤アリス、増田ゆり子
- 奴隷女教師 惨・嘆・幻の罠（10月21日、コレクト）
- ザーメン中出し凌辱ナース（10月27日、ワンズファクトリー）
- 義母がすけべで身がもたない14（11月10日、東京音光）
- 淫乱中出しワイフ（11月13日、大蔵映像）
- 女主人のフェティッシュな責め 完全版（11月16日、シネマジック）他出演:華純、池野朋
- 抜きまくる人妻たち 美しい人妻30人のフェラ&手こき（11月19日 BRAVO）他出演:岩山舞、片平恭子、小田桐翔子、白瀬あいみ、山吹こずえ、葉月由良、樋口弓、相澤さゆり、久遠ゆり、小林みゆき、澤よし乃、高倉梨奈、深津映見、常盤みどり、松永玲奈、楠本ゆかり、三上夕希、矢吹涼子、赤木由希、倉沢なな、藤見玲、杉本美優、藤本あかね、伊沢涼子、福山洋子、翔田千里、あずま樹、つかもと.友希、水野涼
- AVギャルのお宅訪問したいな!（11月20日、ホットエンターテイメント）他出演:清原りょう、佐田絵里奈
- パンティフェチ 女たちの卑猥な恥部（11月25日、なかえSTYLE）共演:ほのか優、白瀬あいみ、水野さくら
- 純情メイド物語（11月25日、ながえSTYLE）共演:白瀬あいみ
- 制熱 熟女6人羞恥コスプレSEX（12月1日、ワンズファクトリー）他出演:和希優子、あずま樹、玉置マリア、風間ゆみ、朝倉まりあ
- 熟女を電マでイカせ続ける3時間（12月9日、鬼丸）
- 月刊 結衣（12月20日、ゲインコーポレーション）
- 中出し義母逆レイプ（12月22日、GLAY'z）他出演:桜月舞、風間ゆみ、岡田裕子
- 色欲の湯宿 三姉妹物語（12月25日、無敵の軍二）共演:澤よし乃、ほのか優
- 母と息子背徳の絆・閉ざされた淫肉 （?、たらちね）
- 熟女ロマン劇場 八 （?、しりあな〜る）
- 近所の奥さんたちに犯されてボクはもう… （?、KTファクトリー）共演:長谷川ゆうこ、聖真帆、藤森ちか

2007年
- 夫の知らない妻の異常性欲8（1月25日、ネクストイレブンクラブ）他出演:森野雫、小野由佳、柳こずえ、富岡れいか、あんな、須藤しずか
- ハードレズビアン肉欲地獄（1月25日、ながえSTYLE）共演:望月加奈、平山加奈、雛形ともこ
- 被害者はいつも女…密室婦女暴行魔（1月25日、ながえSTYLE）他出演:ほのか優、宮台かな、平山加奈、雛形ともこ、白坂ゆり
- 人妻熟女（秘）劇場 昼下がりの誘惑（2月9日、竹書房）他出演:紫彩乃、如月みゆき
- 究極女体昇天絵巻（2月13日、Do素人）
- おチンポ・クリニック 熟女病棟（2月19日、ドグマ）共演:中村りかこ、風真みれい、神崎美樹
- 色欲 釣りバカ夫婦（2月20日、ホットエンターテイメント）共演:増田ゆり子
- 淫乱症の人妻（2月26日、金鯱）
- 熟女犬（4月13日、溜池ゴロー）他出演:友田真希、矢吹涼子
- アナル奴隷夫人 〜貞淑な菊穴と強欲な肉棒〜（4月25日、マドンナ）
- ADEJO 艶女（4月25日、島袋）他出演:松本亜璃沙、臼井美佐恵
- 新・母子相姦遊戯 母と娘＃6（6月6日、グローバルメディアエンタテインメント）共演:吹雪かすみ、絹田美津
- 義母の潮吹き子守唄（6月22日、旬華堂）
- 拉致された美人ホステス（7月5日、BeCool）共演:姫川りな、花月レンゲ、斉藤瑞菜
- すかとろ白書3 結衣の妖艶うんこ遊戯（7月14日、大塚フロッピー）
- イカセ鬼フィスト（7月20日、ECSTACY）
- 団地妻 南原香織（8月17日、坂本大）共演:南原香織
- 熟女達のレズビアン 花弁のしたたり（8月24日、坂本大）共演:翔田千里、倖田李梨、細井真理子
- 愛の虜（8月24日、TMC）共演:夏目今日子
- ボクの妻はS嬢で痴女でド淫乱、そしてボクはM夫。（9月22日、甘美妻）
- 熟女が筆下ろししてあげる（11月25日、サイドビー）他出演:黒木あげは、楠本ゆかり、宮下真紀
- 悩殺美熟女 最高の筆おろし! 11（11月25日、マドンナ）共演:高倉梨奈

### アダルトビデオ（FAプロ作品）
- 院内性乱脈 性欲望内科（2004年5月25日、FAプロ）共演:紫彩乃、ミュウ、岩下美季、林由美香、月咲舞、中谷くらら、加賀雅、内田千穂、安寿、藤森みゆき、桜井あきら
- 不倫地獄 レイプスワップ 夫の前で・・、義父の前で・・、情夫の前で・・（2004年12月25日）共演:望月加奈、赤松由梨
- 深夜タクシーの後部座席 アベックたちの淫行（2005年7月25日）他出演:望月加奈、松下ゆうか、宮澤ゆうな、織倉真琴
- ヘンリー塚本エロ本 官能の性行為集（2007年5月10日）
- 黒のセクシーライダー 愛・SEX・レイプ（2007年7月10日）共演:真鍋美奈、浅井舞香、結城リナ、沙耶華
- ネコとタチ セクシーライダー 青姦と電動バイブと接吻（2007年8月25日）共演:風見京子、間宮いずみ、竹下あや、大柴ルミ、横山翔子
- 肉欲の戦地 50人に輪された母と娘（2007年8月25日）他出演:浅井舞香、真鍋美奈、風見京子、横山翔子、川嶋あみ
- 世間によくある 金と女とセックスの話し 名作集（2007年8月25日）他出演:白鳥るり、大越はるか、ゆり、Aoi.
- 性欲を我慢できない熟女たち 強姦して!（2007年9月25日）共演:志村玲子
- どうせこの世は男と女 娘の自慰をのぞいた舅 娘の目を盗み婿とできている母 肉欲の出戻り娘と義父（10月25日）共演:雪乃るり・美里琉季
- 引退記念作品 結衣の卑猥な花弁がいっぱい 濡れて、淫れて、狂おしく…（2007年11月25日）総集編
- 世間によくある禁親相姦 嫁いだ後も続く娘と義父の肉欲 母娘と内縁の夫（2007年12月1日）共演:及川ひな多、渋谷あかね

以下発売日不明。
- 中高年の性の悩み セックスがしたい
- 院内性乱脈欲望内科
- キッスオブファイヤー 官能のSEX
- 夫以外の男とする悦楽の合体集48
- 熟年夫婦の性 やりたい夜 やられたい夜
- 性的暴行 哀れなる者 汝の名は女なり
- 母の目をぬすみ義父とSEXする18才娘
- 亭主の目をぬすみ義父とSEXする30才嫁
- 人生いろいろ 親友の恋人と寝る女 姉の婚約者と寝る妹 夫の弟と寝る嫁 二度目の父と寝る娘
- ネコとタチ 連れ子の姉と妹 嫁を誘惑する義母 SMホテルのレズたち
- SEXで味わうこの世の天国、あ〜いくいく
- 心に残るヘンリー塚本ワールド 熟女、淑女全集
- やりたい夜の為のエロ映像集
- 性戯四十八 夜と昼の愛の時間
- ヘンリー塚本迫力映像女たちの自慰大全集
- 世間によくある話し 男に狂った妻、自慰癖についた娘、痴女癖万引癖の女
- レズに奪われた処女のつぼみ女学生レズ告白
- ヘンリー塚本心に残る大人のエロ本
- 女をものにする力づくの性行為
- 人生いろいろ 妻の色狂い 夫の妹狂い 妹の男狂い
- 女はソレを持っている 絶倫/力づく/肉欲　のSEX
- 世間によくあった話し 慰み者にされた　連れ子/養女
- いい女のエロチックな悶え女体電気拷問大全集
- ゴムを使わない ナマナマしい不倫2
- どうせこの世は男と女 肉欲部屋 人妻/連れ子/女中
- ネコとタチ性戯48手
- 好色女たちの快楽も哀しみも幾年月…
- 野外ゴムをはめないナマナマしいSEX
- ヘンリー塚本の痴漢・痴女の通勤バス
- 昭和性犯罪　騒ぐな、暴れるな、目をつむれ!
- ゴムをはめないナマナマしい情事　麻薬色のSEX
- のぞき屋家政婦　男好きの看護婦告白日記
- お金の為に女が抱かれる時
- 夫の上司と/銀行の貸付係と/酒屋の旦那と
- 力ずくで/眠らせて/酔わせて　犯したい
- 嫁とやりたい 婿とやりたい
- 女に抱かれるネコ 女を抱くタチ
- 高齢男性のために…介添えSEX接吻
- 自慰にふける熟女たち　誘惑の罠
- レイプスワップ 夫の前で 義父の前で 情夫の前で
- 美しき指名手配犯 罪と白い肉体
- レズに堕ちた人妻 同性愛肉欲地獄
- 同窓会そして再会。。。密会 中高年の火遊び
- 永久保存版名作集 心に残る感動のエロビデオ

### イメージビデオ
2007年
- 美熟（3月23日、竹書房）

### ビデオシネマ
2007年
- 愛の虜（2006年撮影、レジェンド・ピクチャーズ）